# سلحفاة نمرية
السلحفاة النمرية هي نوع من السلاحف البرية التي تقطن سهول السافانا في شرق وجنوب أفريقيا، من جنوب السودان إلى مقاطعة الكاب. في الوقت الحالي، تعد النوع الوحيد في جنسها «ستيغموشليس»، إلا إنَّها صُنِّفت فيما مضى ضمن جنس السلاحف النموذجية (باللاتينية: Geochelone). السلحفاة النمرية هي نوعٌ عاشب من السلاحف تفضل النباتات العصارية، وهي تعيش في البيئات شبه الصحراوية في مناطق يتراوح غطائها من النباتات الشائكة إلى المروج العشبية. في حال كان الطقس بارداً أو حاراً جداً من الممكن أن تلجأ هذه السلاحف إلى أوكارٍ مهجورةٍ لثعالب أو آكلات نملٍ أو ابن آوى، إلا إنَّها لا تحفر الجحر بنفسها إلا عند وضع البيض. تعيش السلحفاة النمرية في الغالب نحو 80 عاماً إلى 100 عام.

## التصنيف
يتألف الاسم العلمي للجنس الذي تتبعه السلحفاة النمرية من كلمتين إغريقيَّتين، هما «ستيغما» أي «علامة» أو «نقطة»، و"Χελωνη" (شيلون) أي «سلحفاة». وأما اسم النوع «باردالس» فهو مشتق من الكلمة اللاتينية «باردوس» أي «نمر»، إشارةً إلى الرُّقط التي تغطي صدفة السلحفاة والتي تشبه فيها النمر المرقط.

## الانتشار والموطن
تقطن السلحفاة النمرية مساحةً واسعةً من أفريقيا جنوب الصحراء، وهي تعد أكثر السلاحف البرية انتشاراً في جنوب أفريقيا، إلا إنَّها لا تتواجد على الإطلاق في غرب ولا وسط أفريقيا. تقطن السلحفاة النمرية البلدان الآتية: جنوب السودان وإثيوبيا والصومال وكينيا وتنزانيا وأوغندا وراوندا وبوروندي والكونغو الديمقراطية وموزمبيق ومالاوي وزامبيا وزيمبابوي وبوتسوانا وناميبيا وسوازيلاند وجنوب أفريقيا.

## الوصف
تعد السلحفاة النمرية رابع أكبر نوعٍ من السلاحف في العالم بأسره، إذ عادةً ما يكون طول البالغة منها نحو 46 سنتيمتراً، ووزنها حوالي 18 كيلوغراماً. وفي بعض الحالات قد يصل طولها إلى 70 سنتيمتراً، ووزنها 54 كيلوغراماً. في إثيوبيا، توجد سلاحف نمرية أضخم من العادة، وقد سُجِّلت حالات قليلة وصل طولها إلى 100 سنتيمتر، أي حوالي مترٍ واحد، بل ويمكن أن تصل أطوالها لأكثر من ذلك في البلدان ذات الغابات المطيرة شديدة الرطوبة كجنوب السودان. تتميَّز صدفة السلاحف النمرية بأنها عالية الارتفاع وذات شكل مُقبَّب (شبيه بالقبة). يتراوح لون الجلد من الأصفر الشاحب إلى الأصفر، وتتميز الصدفة برقط وببقعٍ سوداء متناثرةٍ عليها، ولدى كل فردٍ من السلاحف تشكيلةٌ فريدةٌ خاصة به من البقع.

## صور

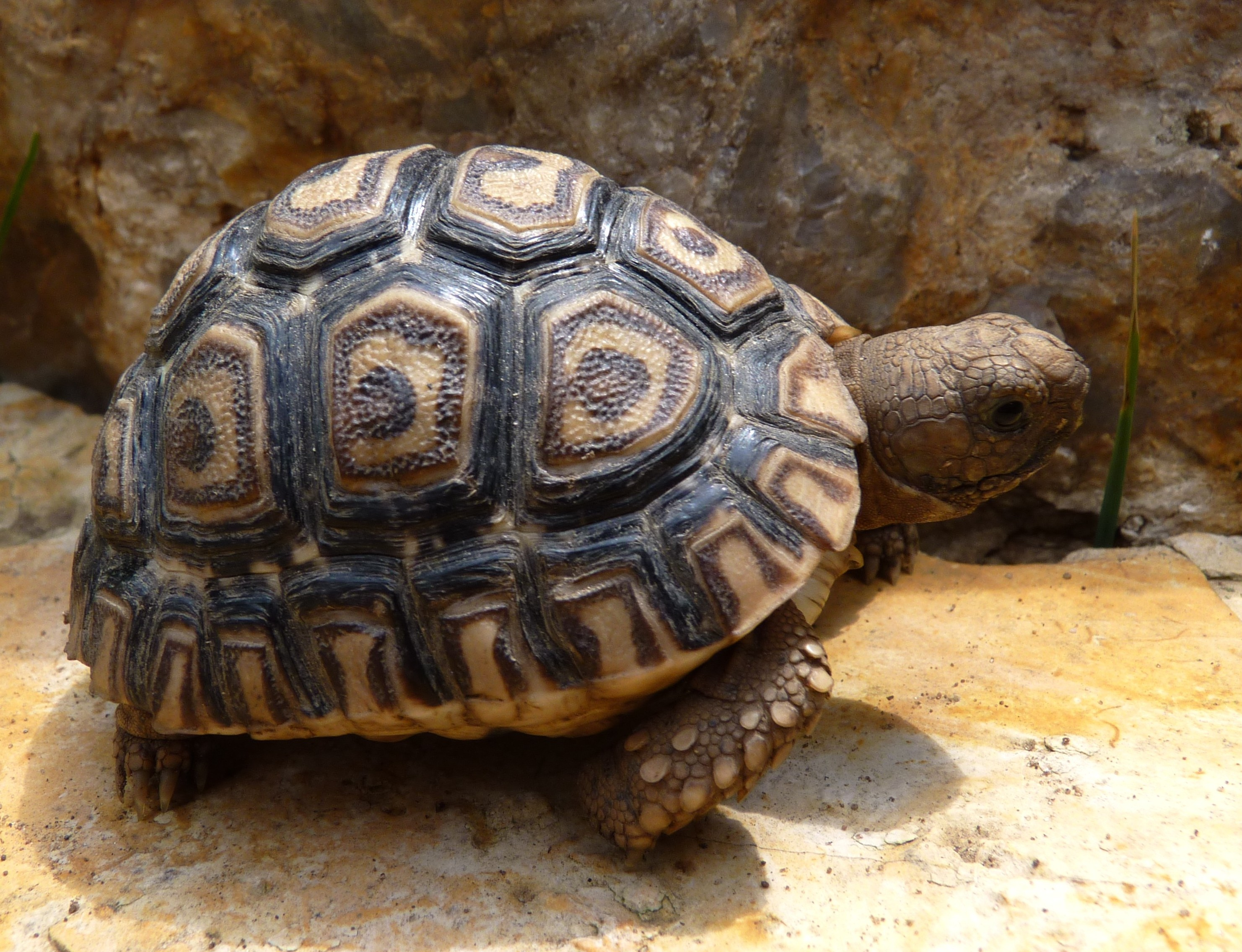
سلحفاة نمرية
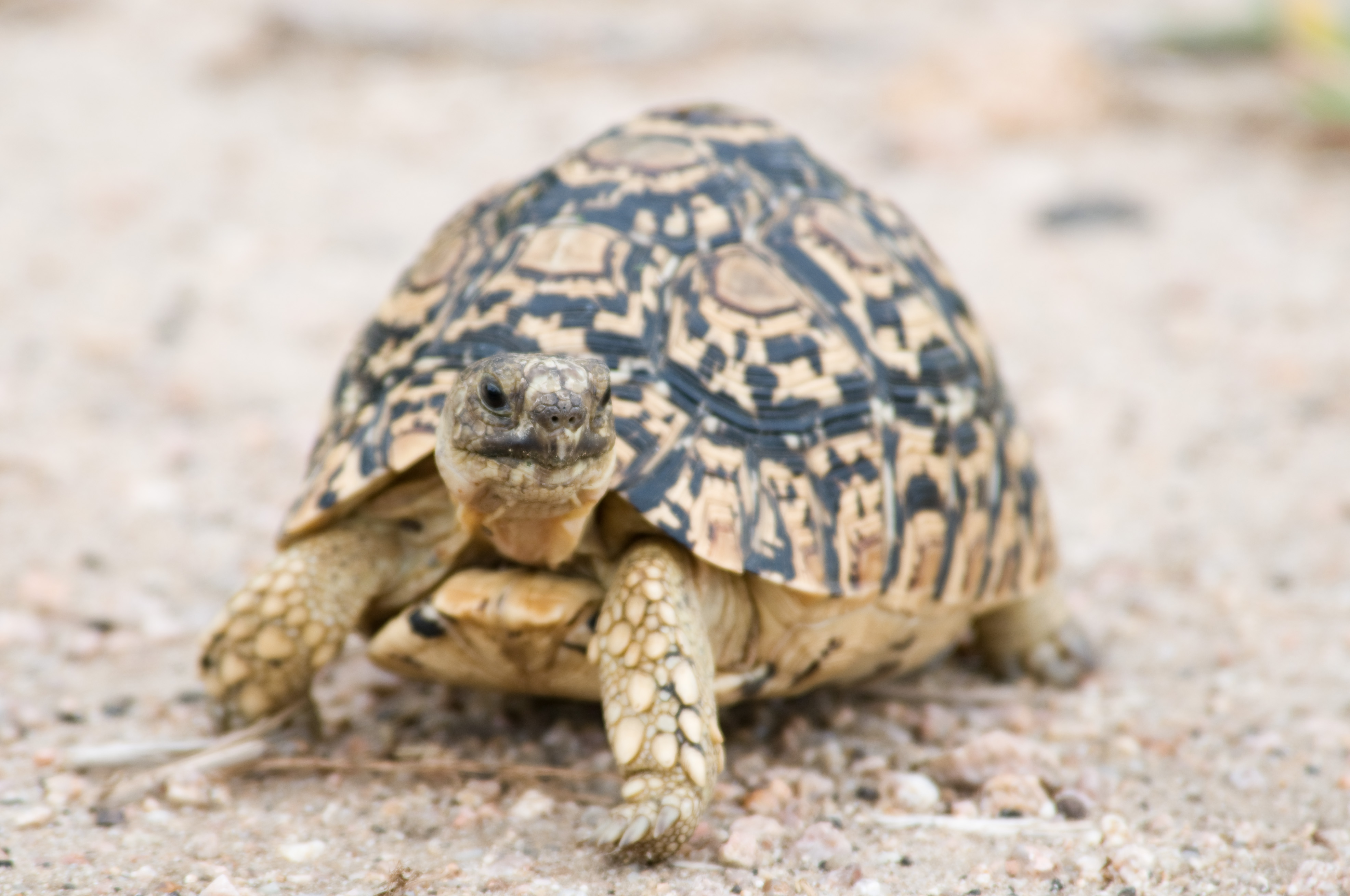
سلحفاة في جنوب أفريقيا
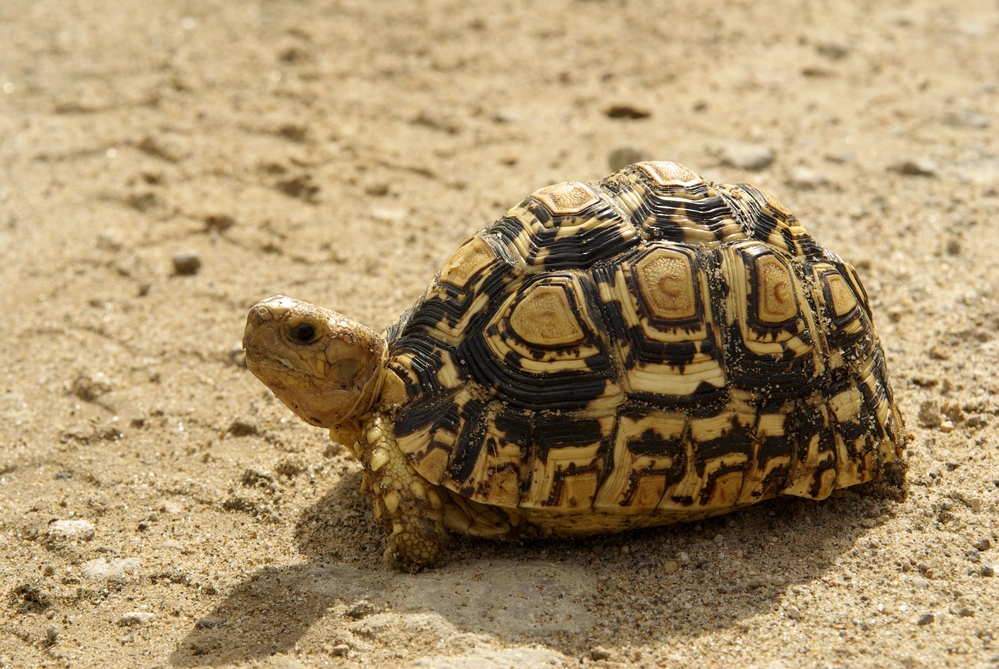
سلحفاة في تنزانيا